# Lac Kakinocewok
Lac Kakinocewok är en sjö i Kanada.   Den ligger i regionen Mauricie och provinsen Québec, i den sydöstra delen av landet, 290 km nordost om huvudstaden Ottawa. Lac Kakinocewok ligger 479 meter över havet. Arean är 0,14 kvadratkilometer.
I omgivningarna runt Lac Kakinocewok växer i huvudsak blandskog. Trakten runt Lac Kakinocewok är nära nog obefolkad, med mindre än två invånare per kvadratkilometer.